# Mauretania na Letnich Igrzyskach Olimpijskich 2004
Mauretanię na Letnich Igrzyskach Olimpijskich 2004 reprezentowało 2 sportowców.

## Skład kadry

### Lekkoatletyka
Kobiety:
- Aminata Kamissoko – bieg na 100 m – Runda 1: 13.49 s

Mężczyźni:
- Youba Hmeida – bieg na 400 m – Runda 1: 49.18 s